# Wyszeńky (obwód czernihowski)
Wyszeńky (ukr. Вишеньки) – wieś na Ukrainie, w obwodzie czernihowskim, w rejonie nowogrodzkim, w hromadzie Korop. W 2001 liczyła 506 mieszkańców, spośród których 489 wskazało jako ojczysty język ukraiński, 15 rosyjski, 1 białoruski, a 1 inny.

## Urodzeni
- Danyło Jesypenko